# Maria Ławrynowicz
Maria Janina Ławrynowicz (ur. 17 maja 1943 w Mstowie) – polska biolożka, i mykolożka, pracownik naukowy Uniwersytetu Łódzkiego.

## Życiorys
W 1966 ukończyła studia na Uniwersytecie Łódzkim, następnie podjęła pracę na macierzystej uczelni, tam w 1971 otrzymała stopień naukowy doktora, w 1984 stopień doktora habilitowanego. W 1994 otrzymała tytuł profesora.
Na Uniwersytecie Łódzkim kierowała Pracownią Mikologii (1986-1993), następnie Zakładem (później Katedrą) Algologii i Mikologii (od 1993).
W 1983 została członkiem Komitetu Ochrony Przyrody Polskiej Akademii Nauk, w 1987 członkiem Komitetu Botaniki PAN. Od 1966 jest członkiem Polskiego Towarzystwa Botanicznego, w latach 1989-1992 była jego sekretarzem generalnym, w 2010 została członkiem honorowym PTB. Jest członkiem Państwowej Rady Ochrony Przyrody.
Od 1993 jest członkiem Łódzkiego Towarzystwa Naukowego. Była przedstawicielem Polski w European Council for the Conservation of Fungi.
W 1977 została odznaczona Złotym Krzyżem Zasługi. W 1992 otrzymała Medal im. Władysława Szafera. W 1997 została odznaczona Krzyżem Kawalerskim Orderu Odrodzenia Polski.
Jej mężem był prof. Julian Ławrynowicz (1939-2020).